# Rocklin
Rocklin is een plaats (city) in de Amerikaanse staat Californië, en valt bestuurlijk gezien onder Placer County.

## Demografie
Bij de volkstelling in 2000 werd het aantal inwoners vastgesteld op 36.330.
In 2006 is het aantal inwoners door het United States Census Bureau geschat op 50.131, een stijging van 13801 (38,0%).

## Geografie
Volgens het United States Census Bureau beslaat de plaats een oppervlakte van
41,9 km², geheel bestaande uit land. Rocklin ligt op ongeveer 123 m boven zeeniveau.

## Plaatsen in de nabije omgeving
De onderstaande figuur toont nabijgelegen plaatsen in een straal van 16 km rond Rocklin.